# 조호르 술탄국
조호르 술탄국(말레이어: Kesultanan Johor 크술타난 조호르[*], The Sultanate of Johor, -國) 또는 조호르-리아우 술탄국(말레이어: Kesultanan Johor-Riau), 조호르 제국(Johor Empire, -帝國)은 1528년 믈라카 술탄국의 술탄 마뭇 샤의 아들 알라우딘 리아얏 샤 2세에 의해 말레이 반도 남부의 조호르에 건국된 술탄국이다. 조호르 지역은 1511년 포르투갈 세력의 믈라카 점령 이전까지는 믈라카 술탄국의 일부였으나, 믈라카 함락 후에는 구 믈라카 술탄국 세력들의 새로운 정치적 중심이 되었다. 믈라카 함락 직후 마뭇 샤의 세력이 와해된 것이 아니므로, 1511년을 조호르 술탄국의 성립 연도로 보기도 한다.

## 역사

### 믈라카 함락 직후
포르투갈에 의한 믈라카 함락 이후에도 믈라카 술탄국의 군주였던 마뭇 샤는 여전히 말레이 반도와 동부 수마트라섬을 통제하고 있었다. 포르투갈은 이를 견제하기 위해 주변 세력에 친선 사절을 파견하였고, 마뭇과 동맹 세력은 이런 움직임을 예의주시하며 수도를 븐탄(Bentan)으로 옮기고 세력을 결집하여 포르투갈령 말라카를 탈환할 준비를 하고 있었다. 마뭇 샤는 마침내 1512년에 말라카를 향해 포문을 열었지만 포르투갈인의 완강한 방어로 인해 탈환에 실패하였다. 이후에도 마뭇의 말라카 원정은 1528년 사망할 때까지 끊임없이 감행되었고 마뭇이 야전에서 일부 승리도 거두었으나, 이를 대비한 포르투갈인들의 방비도 더욱 단단해져 말라카 탈환 자체는 모두 실패로 끝나고 말았다.
전투는 해상에서도 벌어졌다. 마뭇은 말라카 지역이 지리상 식량을 자급할 수 없는 곳이라는 것을 알고 있었고, 포르투갈의 식량 수송선을 나포하여 말라카의 포르투갈인들을 기아에 허덕이게 만들었다. 마뭇의 해군은 전반적으로 포르투갈의 해군보다 열세에 있었으나, 이를 극복하기 위해 마뭇은 비교적 큰 포르투갈 함선을 소형 함선으로 습격하고 기동력 또는 지형을 이용해 도주하는 전법을 사용하였다. 이런 마뭇의 공격은 포르투갈에 많은 피해를 주었고, 포르투갈의 재정 상황을 악화시키고 말라카의 교역량을 감소시켰다. 심지어 1527년에 포르투갈령 말라카의 하인들이 임금을 제때 받지 못한 사례도 기록되어 있다.
포르투갈도 수세에만 몰려 있던 것은 아니었다. 오히려 포르투갈은 전략적인 공세를 펼쳐 마뭇의 영지를 빼앗았다. 특히, 마뭇의 망명 수도였던 븐탄을 1526년까지 여러 차례에 걸쳐 공격하였고, 인도 지역의 거점인 고아의 지원을 받아 결국 함락하였다. 이에 마뭇의 세력은 거의 와해되었으며, 마뭇은 캄파르로 피신하였다가 결국 말라카나 븐탄 중 어느 곳도 탈환하지 못하고 사망하였다.

### 16세기
한편 마뭇의 아들 알라우딘 리아얏 샤 2세는 조호르를 거점으로 하여 마뭇의 휘하에 있던 구 믈라카 술탄국 세력을 결집해서 1528년 조호르 술탄국을 세웠다. 알라우딘의 정책은 아버지 마뭇의 기조를 그대로 이어받아 포르투갈과의 대결 구도를 띠었다. 양 세력 간의 갈등이 최고조에 이르렀던 1535년~1536년 기간 동안 조호르 술탄국과 말라카의 포르투갈 세력은 격렬한 교전을 벌였으며, 1537년, 1539년에는 알라우딘이 말라카를 침공하기에 이르렀으나(격퇴당함) 최종적으로는 조호르 측의 요청에 의해 휴전하였다. 이에 한동안 평화가 유지되었고, 포르투갈인은 술탄국의 수도 조호르에 공장을 세우기도 했다. 조호르는 16세기 말까지 낮은 관세 및 믈라카 해협-싱가포르 해협의 해상 봉쇄를 통해 상업적 번영을 누렸다.
물론 평화는 한시적인 것이었고, 16세기 말부터 다시 상업적 이유로 포르투갈과의 분쟁이 재개되었다. 게다가 이 무렵 조호르 술탄국은 믈라카 함락과 포르투갈-구 믈라카 술탄국 세력 간의 소모적 충돌을 바탕으로 새로이 세력을 키운 아체 술탄국과도 상업적으로 경쟁해야 하는 처지에 놓였다. 아체는 조호르의 관리 하에 있던 동부 수마트라로 세력을 확장하려는 정책을 추진하였기 때문에 아체-조호르 간 군비 경쟁 및 무력 충돌도 벌어졌다. 1539년 아체가 조호르의 아루를 점령하자 조호르가 가신국들의 도움을 받아 다음 해에 재탈환하는 식의 밀고 당기기가 지속되었는데, 1564년에는 아체가 조호르에 대한 대규모 공격을 감행하여 알라우딘 리아얏 샤 2세를 생포하여 아체로 끌고 갔고, 알라우딘은 아체의 감옥에서 죽었다.
알라우딘의 아들 무자파르 샤 2세도 붙잡혀 아체로 갔으나, 아체는 아체를 적대하지 않는 조건으로 무자파르가 조호르의 술탄위에 오르는 것을 허락하였다. 무자파르는 일단 이를 받아들였으나, 아체에서 귀국하자마자 군비 증강에 심혈을 기울였다. 아체가 포르투갈을 적대하고 심지어 투르크 용병을 동원해 말라카를 공격(함락 실패)하기까지 하자, 조호르는 1568년 포르투갈과 동맹을 맺고 대 아체 공동전선을 형성하였다. 그러나 1570년 아체의 침공으로 조호르는 수도를 강의 상류로 옮겼다. 무자파르 샤 2세는 같은 해 독살되었다.
무자파르의 조카 압둘 잘릴 샤 1세가 다음으로 술탄위에 올랐으나, 다음 해 사망하고 압둘 잘릴 샤 1세의 아버지인 압둘 잘릴 샤 2세가 술탄위에 올랐다. 아체는 계속해서 수마트라 지역의 지배 영역을 넓혀 갔으며, 1575년 조호르의 가신국인 페락의 주석 무역 이권을 탈취하기 위해 페락을 공격하여 점령하고 왕족을 포로로 잡아 갔다. 이로 인해 아체는 약 25년 간 페락의 주석 무역 및 수마트라의 후추 무역을 장악하여 믈라카 해협의 교역에서 주도권을 잡게 되었다.
1577년, 아체에 포로로 잡혀 온 페락의 왕자가 아체 술탄의 딸과 결혼하고 아체의 술탄위를 계승하여 만수르 샤 1세가 되었다. 만수르는 동생을 페락의 술탄에 임명하여 아체의 페락 지배는 공고해지게 되었으나, 만수르가 딸을 조호르의 술탄에게 시집보내 조호르-아체 간 관계는 상당히 원만해졌다. 이 무렵 아체뿐 아니라 조호르도 번영과 부국강병의 시기를 맞았다. 조호르는 강력해진 군사력을 바탕으로 1587년 다시 말라카 탈환전을 벌였다. 이 전쟁에서 초반에는 조호르가 우세하였으나, 다음 해 포르투갈의 반격으로 결국 패배하였다.
조호르-아체 간 평화 무드는 오래 가지 않았고, 1582년 아체-조호르 간 무력충돌이 발생하는 등 다시 경쟁 관계가 되었다. 16세기가 끝나갈 무렵 강력해진 조호르는 아체를 위협하였고, 아체는 대항하기 위해 포르투갈과 가까운 관계를 유지하였다.

### 17세기
아체는 이스칸다르 무다 술탄 재임기(1607-1636)에 전성기를 맞아 맹위를 떨쳤다. 아체는 조호르에 대한 강력한 팽창 정책을 펼쳐, 1612년 아루를 재탈환하고 1613년 바투 사와르(Batu Sawar)를 점령하여 조호르의 알라우딘 리아얏 샤 3세는 븐탄으로 피신하였지만 2년 후 이스칸다르 무다의 사주에 의해 살해되었다. 조호르에 대해 완벽한 승리를 거둔 이스칸다르 무다는 이복동생을 조호르 술탄 압둘라 마아얏 샤로 임명하였고, 압둘라 마아얏 샤의 재임기(1615-1623) 중 아체는 조호르를 사실상 지배하게 되었다.
조호르의 압둘라 마아얏 샤는 아체의 지배에 큰 불만을 품었으며 17세기 초 동남아시아 해역의 신흥 세력으로 떠오르던 네덜란드 세력과 접촉하였다. 그러나 당장의 소득은 그리 크지 않았으며, 1615년에는 종속적 위치에서 아체와 연합하여 아체의 말라카 공략전에 참전하였다. 포르투갈의 지원을 받으며 약화된 세력을 구축하고 있던 조호르의 전 술탄 알라우딘은 아들을 파항의 통치자로 만들었는데, 이스칸다르 무다는 곧 파항의 잔존 세력이 벌이는 저항을 분쇄하였다. 계속해서 이스칸다르 무다는 1619년에는 크다를 점령하고 1620년에는 독립적인 아체의 가신국이었던 페락을 재점령하였다.
그러나 아체는 말라카의 포르투갈 세력을 구축하기 위해 지나치게 많은 국력을 반복적인 말라카 공략전에 투입하여 국력의 큰 상실을 자초하였다. 1629년 거대한 규모의 함대 및 1만 9천 명의 대병력(포르투갈 추산)을 동원한 이스칸다르 무다의 대대적인 말라카 침공은 포르투갈 군대를 포위하고 전멸시킬 수 있는 국면까지 몰아붙여 거의 성공하는 듯하였다. 하지만 포르투갈 원군의 등장으로 전세는 역전되었고, 아체의 이 마지막 원정도 최종적인 실패로 끝났다. 이 원정에서 아체는 경제적, 군사적으로 회복하기 힘든 타격을 입었으며, 이스칸다르 무다 사후의 권력 투쟁도 겹쳐 차츰 위세를 잃고 약화되어 갔다. 설상가상으로 조호르와 연합한 네덜란드 세력은 1641년 포르투갈령 말라카를 함락하는 데 성공하였고, 새로운 강자로 군림하게 된 네덜란드 세력에 눌려 아체의 입지는 상대적으로 좁아졌다. 네덜란드와 조호르 세력은 17세기의 나머지 기간 동안 통제력이 약해진 아체의 영역을 지속적으로 잠식해 들어갔다. 쇠퇴기에 접어든 아체는 이 후로 다시는 이전의 위세를 회복하지 못했으며, 포르투갈 세력은 네덜란드, 조호르 세력에 의해 이 지역에서 축출되었다.

### 18세기
강력한 경쟁 세력이었던 포르투갈과 아체가 사라지자 17세기 중엽부터 조호르는 네덜란드와 우호적인 관계를 유지하며 18세기 초까지 대규모 전쟁이 벌어지지 않는 평화 시대를 구가하였다. 하지만 오랜 평화는 군사적 무기력과 내부 권력투쟁을 불러왔고, 18세기 초 미낭카바우(Minangkabau)와 부기스(Bugis)의 새로운 도전 세력을 맞아서는 군사적으로 별다른 저항을 하지 못할 정도가 되었다. 1699년에는 믈라카 술탄국의 혈통인 마뭇 샤 2세가 죽고 븐다하라 술탄조의 압둘 잘릴 4세가 조호르의 술탄이 되어 조호르 술탄조가 되는 가문의 교체가 일어났는데, 이 시기에 미낭카바우와 부기스 세력이 계승 문제에 개입하게 되었다.
압둘 잘릴 4세의 재위 중 미낭카바우의 왕자 라자 크칠(Raja Kecil)은 조호르를 침공하여 일시적으로 조호르의 술탄위를 차지하고 압둘 잘릴 라맛 샤가 되었다. 압둘 잘릴 라맛 샤의 치세 도중 압둘 잘릴 4세는 븐다하라로서의 지위를 유지하였다. 이 와중에 븐다하라의 가문은 미낭카바우 세력을 몰아내기 위해 부기스 세력을 끌어들였는데, 이때 개입한 유명한 전사들인 부기스 5형제는 븐다하라 가문을 돕는 대가로 다른 말레이 왕국에서는 전례가 없는 조호르의 부왕(副王, Yang Dipertuan Muda) 직을 요구하였다. 이를 수락한 븐다하라 가문은 연합 전선을 형성하여 술탄에 맞섰다. 결과적으로 압둘 잘릴 라맛 샤는 븐다하라-부기스 연합에 패하였고, 븐다하라의 가문이 다시 단독으로 조호르의 술탄위를 세습하게 되었다. 또 약속이 지켜져, '말레이인-부기스인 충성규약'(Aturan Setia Antara Melayu dan Bugis)을 통해 부기스인은 부왕 자리를 얻게 되었다. 무력을 보유한 부기스 세력은 븐다하라 술탄가와의 정략 결혼 및 부왕직 등을 통한 간접통치에 의해 술탄의 막후 세력으로서 조호르의 술탄을 유명무실한 자리로 만들고 실권을 행사하였다.
부기스 세력은 비교적 유능했고, 당대의 번성하는 무역 기지이자 이슬람 신앙의 중심지였던 리아우를 거점으로 하였다. 부기스의 집권 기간 동안 벵골, 인도, 유럽, 중국, 시암, 말레이 군도 등 전 세계의 무역상들이 리아우 강 어귀에 모여들었다. 인도에서는 아편과 의류, 중국에서는 비단과 도자기, 필리핀에서는 금과 은, 유럽에서는 화약 무기, 말레이 지역에서는 향신료 등의 상품이 유입되어 리아우의 무역소는 대성황을 이루었으며, 리아우에서 생산되는 주요 상품인 빈랑고 또한 활발하게 수출되었다. 농장이 개간되며 중국계 노동자도 유입되어 빈랑고와 향신료 농장에서 일을 했다. 이상과 같은 상업적 성공으로 리아우는 15세기, 포르투갈 점령 전의 황금시대 믈라카와 비견될 정도의 명성을 얻게 되었다. 이뿐 아니라, 조호르-리아우 술탄국은 부기스 간접통치 시대에 결혼동맹을 통해 파항을 가신국으로 삼고, 마탄(Matan), 믐파와(Mempawah), 삼바스(Sambas), 캄파르(Kampar)와 우호 관계를 유지하며, 슬랑오르와 링기를 영향권에 편입하는 등 정치외교적 성공도 이루었다.
그러나 이런 18세기의 번영은 부기스 세력의 힘에 지나치게 의존하고 있었기 때문에 본질적으로 불안정한 것이었다. 점점 부기스 세력을 술탄권에 대한 위협으로 여긴 조호르-리아우의 술탄은 역시 부기스를 경제적 위협 세력으로 본 네덜란드와 연합하여 부기스인들을 축출하려 노력하였다. 술탄 측 세력인 말레이인은 부기스인과 직접적인 무력 충돌을 벌이지는 않았으나, 네덜란드인들은 부기스인과 18세기 중반부터 전쟁에 돌입하였다. 이 전쟁에서 조호르-리아우의 부왕이자 영웅적 무사인 라자 하지(Raja Haji)가 네덜란드에 대항하여 조호르-리아우의 저항을 이끌어 네덜란드는 고전을 면치 못하다가, 라자 하지가 전사한 후인 1780년대에야 힘겹게 리아우를 정복하고 부기스인을 격멸할 수 있었다. 부왕 직위는 폐지되었고, 조호르-리아우의 부기스 세력은 지리멸렬해졌다. 하지만 번영의 견인차였던 부기스인의 세력이 이렇게 쇠퇴하자, 이들의 충성을 기반으로 세력을 유지했던 말레이인의 세력 역시 현격히 약화되는 결과를 빚었고, 이와 동시에 조호르-리아우의 쇠퇴가 시작되었다.

### 19세기부터 현대까지
네덜란드 세력은 18세기 말에 힘겹게 조호르-리아우의 부기스 세력을 섬멸하고 동남아시아 지역의 군사적 주도권을 쥐게 되었지만, 곧바로 영국 세력의 인도를 거점으로 한 동남아 진출이 본격적으로 시작되었다. 영국은 1786년 페낭을, 1819년 싱가포르를 건설하고 이 지역의 전략 거점으로 삼았다. 영국이 세력을 확장해 나가자 네덜란드령 말라카는 상업적으로 차츰 영국의 신흥 항구와의 경쟁에서 밀려났으며, 결국 네덜란드는 말라카마저 1824년 영국에 양도하고 말레이 반도의 세력권을 영원히 포기하였다. 쇠잔해진 조호르 술탄국은 영국 세력에 별다른 저항을 해 보지 못하고 이권을 빼앗기다가, 19세기 말 조호르 본토를 남기고 모든 말레이 주의 가신국들이 따로 독립을 선언하여 산산이 분해되었다.
이후 조호르는 1914년 조약으로 영국의 보호령이 되었으며, 영국령 말라야의 일부가 되었다. 태평양 전쟁 동안에는 잠시 일본 제국의 점령을 받았다가 영국의 영향 하로 돌아왔고, 말라야 연합(Malayan Union)을 거쳐, 1957년 영국에서 말라야 연방(Federation of Malaya)이 독립할 때 연방 소속으로 함께 독립하였다. 나중에 1963년 영국에서 사바주, 사라왁주까지를 포함한 말레이시아가 완전히 독립할 때는 말레이시아 연방의 한 주인 조호르주가 되었다.

## 군주 목록
- 믈라카-조호르 술탄조

1. 알라우딘 리아얏 샤 2세, (재위) 1528-1564
2. 무자파르 샤 2세, 1564-1570
3. 압둘 잘릴 샤 1세, 1570-1571
4. 압둘 잘릴 샤 2세, 1571-1597
5. 알라우딘 리아얏 샤 3세, 1597-1615
6. 압둘라 마아얏 샤, 1615-1623
7. 압둘 잘릴 샤 3세, 1623-1677
8. 이브라힘 샤, 1677-1685
9. 마뭇 샤 2세, 1685-1699
10. 압둘 잘릴 라맛 샤, 1718-1722

- 븐다하라 술탄조

1. 압둘 잘릴 4세, 1699-1720
2. 술라이만 바드룰 알람 샤, 1722-1760
3. 압둘 잘릴 무아잠 샤, 1760-1761
4. 아맛 리아얏 샤, 1761-1761
5. 마뭇 샤 3세, 1761-1812
6. 압둘 라만 무아잠 샤, 1812-1819
7. 후세인 샤, 1819-1835
8. 알리, 1835-1877

- 트믕공 술탄조

1. 라자 트믕궁 툰 이브라힘, 1855-1862
2. 아부 바카르, 1862-1895
3. 이브라힘, 1895-1959
4. 이스마일, 1959-1981
5. 마뭇 이스칸다르 하즈, 1981-2010
6. 이브라힘 이스마일, 2010-

## 같이 보기
- 믈라카 술탄국
- 크다 술탄국
- 술루 술탄국
- 아체 술탄국

## 참고 문헌
- 다뚝 자이날 아비딘 빈 압둘 와히드 편, 소병국 편역, 《말레이시아史》, 도서출판 오름, 1998
- 양승윤, 《인도네시아사》, 한국외국어대학교 출판부, 2010
- D. G. E. Hall, A History of South-east Asia. London: Macmillan, 1955.